# 森脇恵
森脇 恵（もりわき けい、1959年12月3日 - ）は、日本の元女優、声優。神奈川県鎌倉市出身（出生地は大阪府）。身長168cm、体重52kg。本名同じ。

## 経歴
神奈川県鎌倉市の他、同県中郡大磯町でも育つ。1980年、桐朋学園短期大学演劇科在学中にテレビアニメ「あしたのジョー2」のヒロイン・白木葉子役のオーディションに同点合格し、もう1人のヒロインである林紀子役でデビュー。その後は大学在学中から出演していた俳優座に入団し、テレビドラマに出演した。
現在は「ウッディシアター中目黒」マネージャー、「エムスクエアズカンパニー」代表。

## 主な出演作品

### テレビドラマ
- 想い出づくり。（1981年、TBS）
- 淋しいのはお前だけじゃない（1982年、TBS）
- 原島弁護士の愛と悲しみ（1985年、TBS）

### テレビアニメ
- あしたのジョー2（1980年 - 1981年、日本テレビ・東京ムービー新社） - 林紀子[4]

### その他
- ロシア語講座（1984年4月から[2]、NHK教育テレビ）- 大山尚雄とともに生徒役で出演。複数年にわたり再放送。
- きょうの料理（NHK）[1]
- スタジオL（1986年、NHK）- 「世話焼き恵ちゃん」として出演。